# Zsigmondy Vilmos-lakótelep
A dorogi Zsigmondy Vilmos-lakótelep a város második legnagyobb lakótelepe a Schmidt Sándor-lakótelep után. A Zsigmondy Vilmos Gimnázium, Köztársaság út (volt Lenin út), a dorogi sporttelep és a vasút által körülhatárolt területen fekszik.

## Története
Az egykori Öregkolónia helyén épült fel, amelyet az 1970-es években leromlott állapota és korszerűtlensége miatt lebontottak. A bontást és tereprendezést követően kezdődhetett a panel lakótelep építése az 1970-es évek végén, végső állapotában az 1980-as évek közepére készült el. A 6 négyemeletes tömbben 33 lépcsőház található, 446 lakásában 2001-ben 1088 ember élt. Az épületek vakoltak, különböző színekre festették őket, a lakókörnyezetet parkosították, így esztétikusabb, mint a többi szürke szocialista lakótelep. Elhelyezkedése kedvező; közvetlen mellette található a dorogi vasútállomás és a helyi/elővárosi buszjáratok megállója is. Manapság egyes tömbjei a szomszédos Schmidt Sándor-lakótelephez hasonlóan a stabil középosztály (gyári munkások, közalkalmazottak) lakhelye, míg néhány tömbje inkább az elődjének tekinthető Öregkolónia korábbi leszakadó magyar rétegeinek ad otthont; 2001-ben a lakótelep felnőtt lakosságának 34,2%-ka legfeljebb alapfokú oktatási végzettséggel rendelkezett, a gyermekek 8%-ka számított halmozottan hátrányos helyzetűnek szemben a 3,8%-os városi átlaggal, így a település legelmaradottabb részének számít.

## Képek

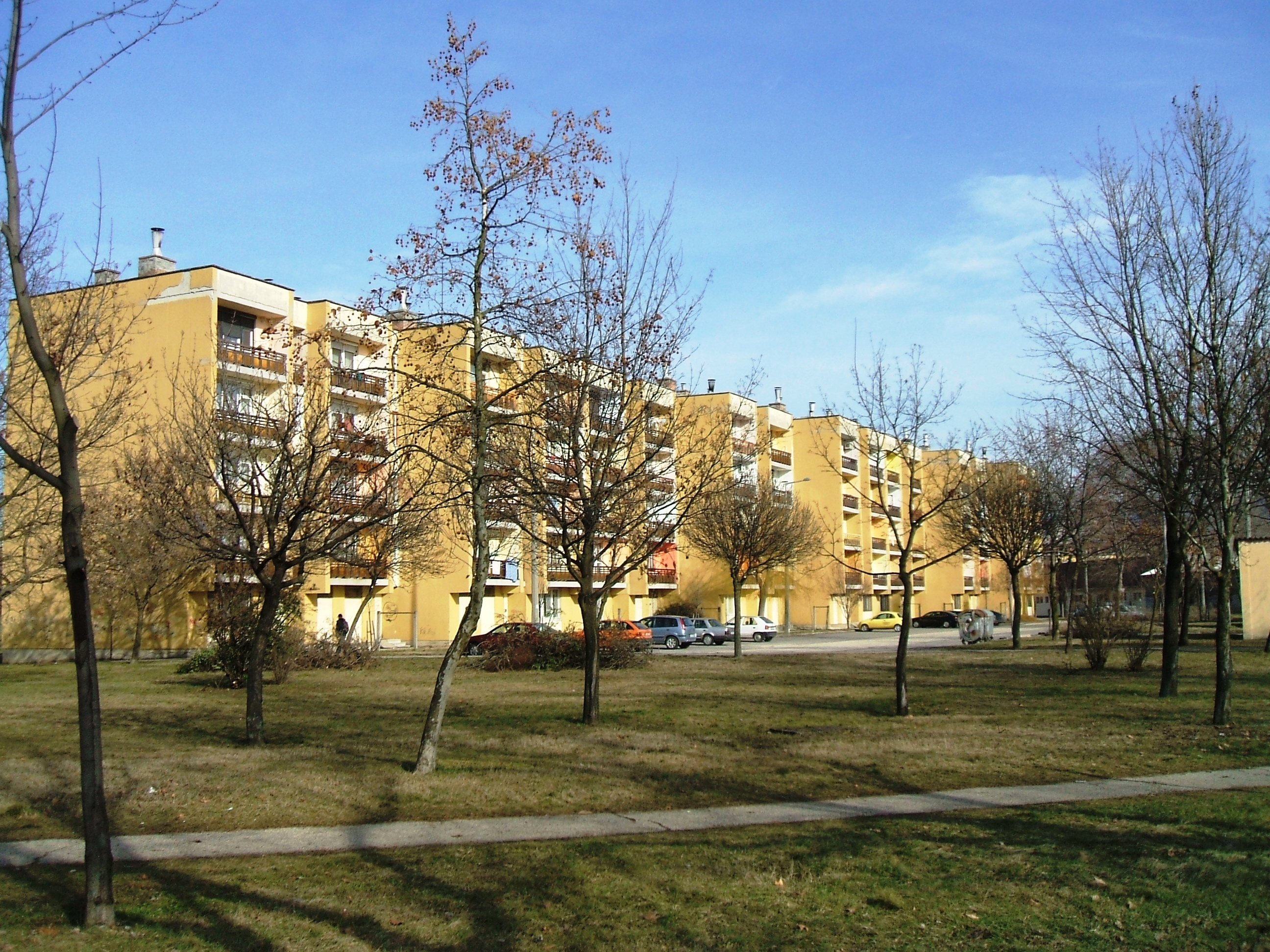
A lakótelep egyik tömbje
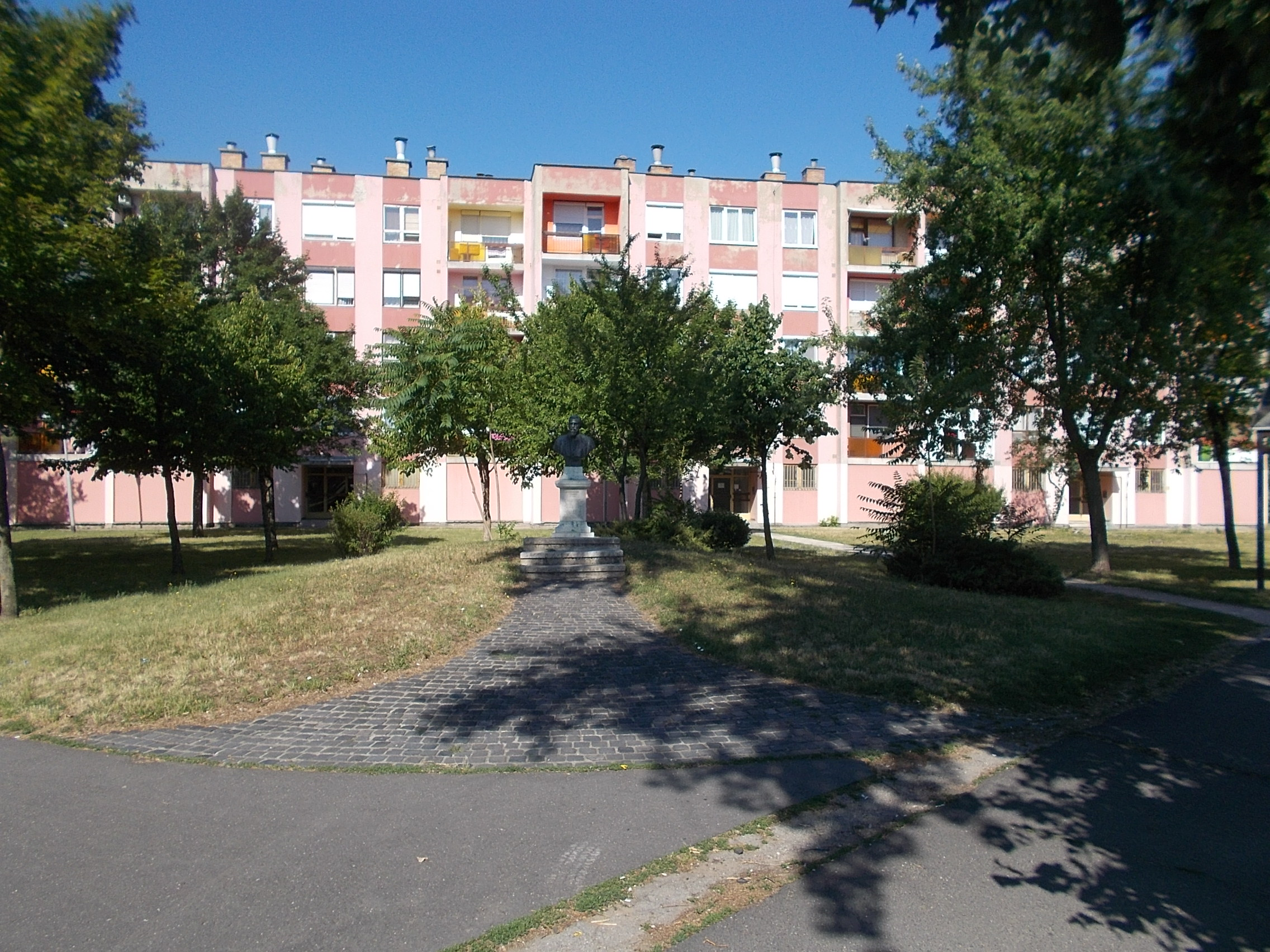
Köztársaság út
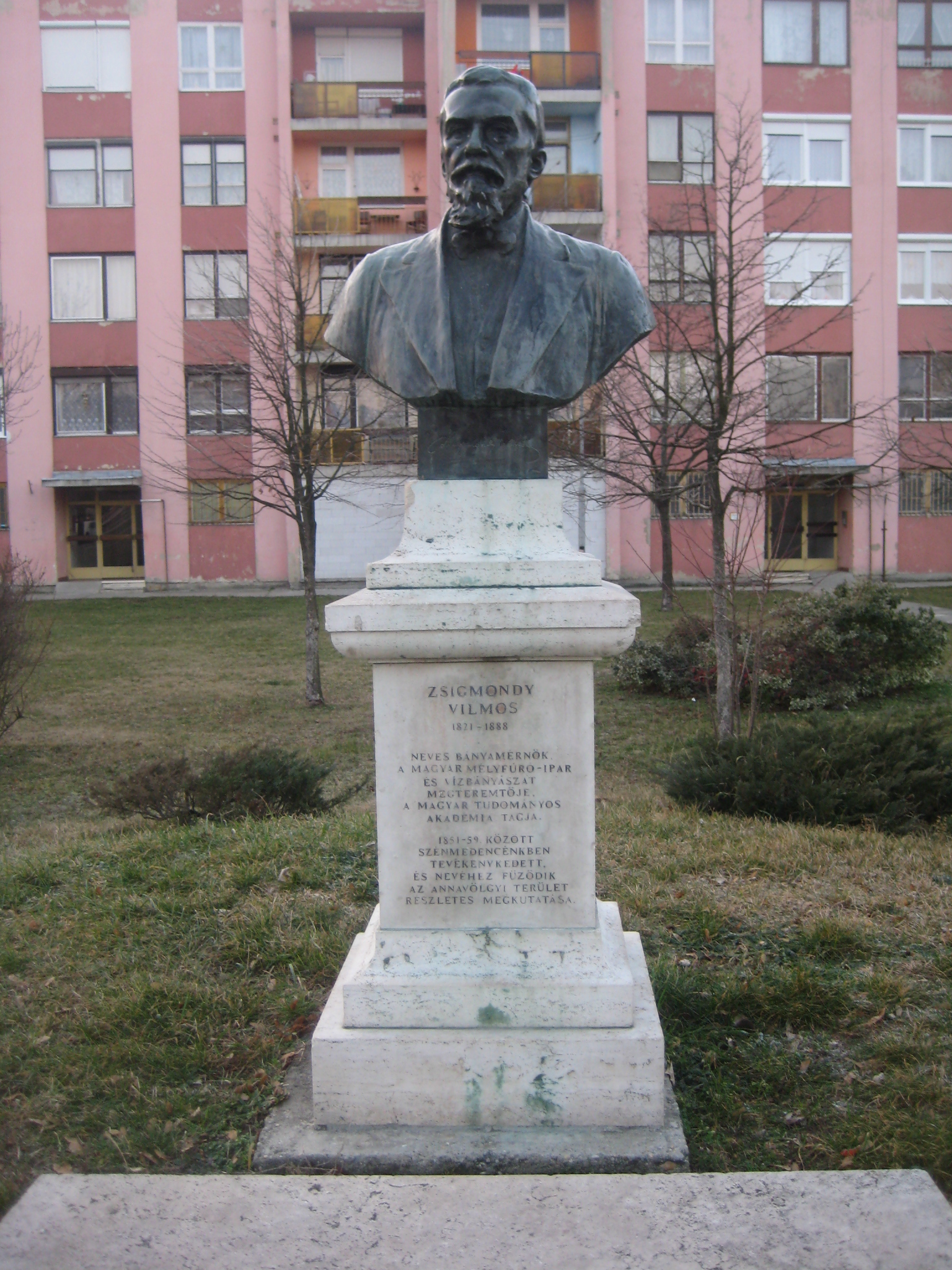
A névadó szobra a lakótelep sarkán